# Congrès des Démocrates
Pour les articles homonymes, voir Congrès des démocrates.
Le Congrès sud-africain des Démocrates (South African Congress of Democrats - COD - en anglais) est un mouvement politique blanc radical, anti-apartheid, fondé le 11 octobre 1953 et dissous le 14 septembre 1962.
Le COD fut affilié à l'alliance du Congrès, un mouvement anti-apartheid multiracial dans lequel il constituait le principal parti blanc. Le COD était proche du congrès national africain (ANC) et soutenait l'égalité raciale et la mise en place du suffrage universel en Afrique du Sud.
Bien que faiblement représentatif de la population blanche d'Afrique du Sud et disposant de peu de militants (700 membres), le COD joua un rôle clef dans le fonctionnement de l'Alliance du Congrès et fut utilisé par l'ANC pour faire connaitre ses idées à la population blanche. Il permit également aux noirs de savoir qu'il existait des blancs en Afrique du Sud qui étaient hostiles à l'apartheid et partageaient leurs attentes politiques.
Bien que non communiste, le COD fut également rejoint par de nombreux membres du parti communiste d'Afrique du Sud après l'interdiction de ce dernier en 1950.

## Historique
Le Congrès des Démocrates d'Afrique du Sud fut fondé le 11 octobre 1953 par plusieurs organisations politiques extra-parlementaires blancs parmi lesquels la Springbok Legion, le Congrès des Démocrates de Johannesbourg, la Ligue démocratique du Cap, le Congrès des Démocrates de Durban ou encore celui de Port Elizabeth. Les objectifs sont d'abord vagues mais ils visent d'emblée à créer une structure de coordination avec les autres congrès existants (congrès africain, congrès indien). Le premier président est Piet Beyleveld. Au conseil exécutif siègent Bram Fischer, Cecil Williams, Rusty Bernstein, Ruth Première, Maulvi Cachalia, Rica Hodgson et Helen Joseph. Celle-ci et Piet Beyleveld ont été l’objet d'une interdiction d’activité politique en vertu de la Loi sur la répression du communisme. Ils ont dès lors été interdits de participer aux activités du COD.
Après avoir participé aux diverses campagnes anti-apartheid menée par l'Alliance du Congrès, le COD est déclaré illégal le 14 septembre 1962, en vertu de la loi de répression du communisme, et fait l'objet d'un arrêté d'interdiction qui impose sans autre formalité sa dissolution.

## Liste de membres
- Bram Fischer
- Joe Slovo
- Ruth First
- Denis Goldberg
- Albie Sachs
- Helen Joseph